# Pabellón Vahdettin
El Pabellón Vahdettin o Pabellón Çengelköy (en turco: Vahdettin Köşkü; Çengelköy Köşkü) es un edificio histórico reconstruido. Se encuentra en el barrio de Çengelköy del distrito de Üsküdar en la ciudad turca de Estambul. En su día, fue utilizado por el şehzade (príncipe) otomano Mehmed Vahdettin. En la actualidad, es una residencia oficial asignada al primer ministro de Turquía. También se utiliza como residencia estatal para invitados.
La residencia fue diseñada por el arquitecto franco-otomano Alexandre Vallaury (1850–1921) y construida por el sultán otomano Abdul Hamid II (quien reinó entre 1876 y 1909). El sultán asignó el edificio a su hermano, Mehmed Vahdettin (1861–1926), quien residió en el pabellón antes de ascender al trono en 1918. Tras ser depuesto en 1922 y obligado a abandonar el país, donó el pabellón a una de sus odaliscas. La propiedad fue parcelada y vendida a terceros.
La propiedad, de 6,5 hectáreas de superficie, se encuentra sobre una colina en Çengelköy, en la parte asiática de Estambul, con vistas al Bósforo. Cuenta con edificios adicionales, como el Antiguo Pabellón Köçeoğlu, el Pabellón Kadın Efendi y el Apartamento Ağalar.
En 1988, el primer ministro Turgut Özal (en dicho puesto entre 1983 y 1989) estableció que el pabellón se reconvirtiese en una residencia de descanso para el primer ministro. Las obras de restauración se interrumpieron con la muerte de Özal en 1993, cuando el contratista abandonó los edificios. En 2007, la propiedad fue traspasada del Ministerio de Cultura y Turismo a la Dirección General de Fundaciones, que la asignó a la Oficina del primer ministro. El primer ministro Recep Tayyip Erdoğan en el cargo entre 2003 y 2014) ordenó la reanudación de las obras de restauración. Todos los edificios fueron demolidos y reconstruidos de forma casi totalmente fiel a los originales. Por decreto gubernamental, se nacionalizó en 2013 un área de 4000 metros cuadrados para fines paisajistas. Las obras concluyeron en agosto de 2014. El Pabellón Vahdettin es utilizado por el primer ministro y sirve también como residencia estatal para huéspedes.
El área residencial contiene un invernadero, una piscina decorativa con nenúfares, una helisuperficie y un aparcamiento. En el bosque donde está situado el pabellón hay unos 300 árboles de distintas especies, como pinos piñoneros (Pinus pinea), tilos (Tilia), robles (Quercus), cedros del Líbano (Cedrus libani), laurel, árboles del amor (Cercis) y comidendros (Commidendrum).